# Chanelle Sladics
Chanelle Sladics (Newport Beach, 17 de noviembre de 1984) es una deportista estadounidense que compitió en snowboard. Consiguió una medalla de bronce en los X Games de Invierno.

## Medallero internacional
| \| X Games de Invierno \| X Games de Invierno \| X Games de Invierno \| X Games de Invierno \| \| Año \| Lugar \| Medalla \| Prueba \| \| ------------------- \| ---------------------- \| ------------------- \| ------------------- \| \| 2007 \| Aspen (Estados Unidos) \| Medalla de bronce \| Slopestyle \| |                        |                   |            |
| X Games de Invierno |                        |                   |            |
| Año | Lugar                  | Medalla           | Prueba     |
| 2007 | Aspen (Estados Unidos) | Medalla de bronce | Slopestyle |